# 三井倉庫九州
三井倉庫九州株式会社（みついそうこきゅうしゅう、英: MITSUI SOKO KYUSHU CO.,LTD）は、福岡県福岡市に本社を置く旧三井財閥系の物流会社である。関係会社の三井倉庫ホールディングス株式会社はJPX日経中小型株指数の構成銘柄の一つ。

## 概要
1909年創業の三井グループの物流企業である三井倉庫株式会社（現三井倉庫ホールディングス株式会社）より分社化し、独立。倉庫事業、港湾運送事業、国際輸送などの物流事業のほか、所有地を活用した不動産賃貸事業をおこなっている。近年はBPOや3PLも展開。国内24都道府県、世界20カ国30海外現地法人のネットワークを持つ。

## 沿革
- 1909年（明治42年）10月11日 - 三井銀行倉庫部から東神倉庫株式会社として分離独立。
- 1942年（昭和17年）3月 - 三井倉庫株式会社に商号変更。
- 1950年（昭和25年）4月 - 東京証券取引所上場。
- 1984年（昭和59年）11月 - 本店所在地を東京都中央区日本橋箱崎町」[注 1]から 東京都中央区日本橋茅場町一丁目に移転。
- 1992年（平成4年）1月 - 本支店制から本支社制に変更。
- 2001年（平成13年）4月 - 三井倉庫株式会社九州支社から三井倉庫九州株式会社として分社化し、独立。

## 主な関係会社

### 日本国内
- 三井倉庫株式会社 - 倉庫業・港湾運送業・BPO事業
- 三井倉庫ロジスティクス株式会社 - 貨物利用運送業・倉庫業。旧・三洋電機ロジスティクス。
- 三井倉庫エクスプレス株式会社 - 利用航空運送事業、JTBカーゴを買収して改名した「三井倉庫エアカーゴ」とトヨタ自動車の関連会社TASエクスプレスが合併。
- 三井倉庫サプライチェーンソリューション - 貨物利用運送業・倉庫業。旧・ソニーサプライチェーンソリューション。
- 三井倉庫トランスポート株式会社
- 北海三井倉庫ロジスティクス株式会社 - 倉庫業・貨物利用運送業
- 三倉株式会社 - 倉庫荷役業
- アイエムエキスプレス株式会社 - 貨物自動車運送業・貨物利用運送業
- エム・エス物流サービス株式会社 - 倉庫の管理運営業
- 東港丸楽海運株式会社 - 港湾運送業・貨物利用運送業
- 三井倉庫ビジネスパートナーズ株式会社 - BPO事業・情報管理サービス業・保険代理業
- サンソー港運株式会社 - 倉庫荷役業・港湾運送業
- 三興陸運株式会社 - 倉庫荷役業・貨物自動車運送業・貨物利用運送業
- 三栄株式会社 - 倉庫荷役業・港湾運送業
- 三井倉庫港運株式会社 - 港湾運送業・貨物自動車運送業・貨物利用運送業
- 株式会社サンユーサービス - 倉庫荷役業
- 株式会社ミツノリ - 倉庫業・貨物自動車運送業・貨物利用運送業
- 神戸サンソー港運株式会社 - 倉庫荷役業・港湾運送業
- エムケイサービス株式会社 - 流通加工業
- 株式会社サン・トランスポート - 貨物自動車運送業・貨物利用運送業
- 井友港運株式会社 - 倉庫荷役業・港湾運送業
- 博多三倉物流株式会社 - 倉庫荷役業・貨物自動車運送業
- 三井倉庫ビズポート株式会社 - 金融業・会計事務受託業・保険代理業
- 株式会社LSS - 情報システム設計・開発業

### 日本国外
- Mitsui-Soko (U.S.A.) Inc. - 国際複合輸送取扱業・倉庫業・貨物利用運送業
- Mitsui-Soko (Europe) s.r.o. - 国際複合輸送取扱業・倉庫業・貨物利用運送業
- Mitsui-Soko International Pte. Ltd. - 東南アジア地域関係会社の統括管理・倉庫賃貸業
- Mitsui-Soko (Singapore) Pte. Ltd. - 国際複合輸送取扱業・倉庫業･貨物利用運送業
- Mitsui-Soko Air Services (S) Pte. Ltd. - 航空運送取扱業
- Mitsui-Soko (Malaysia) Sdn. Bhd. - 国際複合輸送取扱業・倉庫業･貨物利用運送業
- Mitsui-Soko Agencies (Malaysia) Sdn. Bhd. - 通関業
- Integrated Mits Sdn. Bhd. - 倉庫業
- Mitsui-Soko (Thailand) Co., Ltd. - 国際複合輸送取扱業・倉庫業･貨物利用運送業
- Mitsui-Soko (Chiangmai) Co., Ltd. - 国際複合輸送取扱業・倉庫業･貨物利用運送業
- MITS Logistics (Thailand) Co., Ltd. - 倉庫業
- MITS Transport (Thailand) Co., Ltd. - 貨物利用運送業
- PT Mitsui-Soko Indonesia - 倉庫業・港湾運送業・貨物利用運送業
- Mitsui-Soko (Philippines), Inc. - 国際複合輸送取扱業・倉庫業･貨物利用運送業
- Nantong Sinavico International Logistics Co., Ltd. - 倉庫業・貨物利用運送業
- Mitex Logistics (Shanghai) Co., Ltd. - 国際複合輸送取扱業・倉庫業・貨物利用運送業・流通加工業
- MSC Trading (Shanghai) Co., Ltd. - 貿易代行業
- Mitsui-Soko (China) Investment Co., Ltd. - 中国事業会社の統括管理・投資
- Mitex Shenzhen Logistics Co., Ltd. - 国際複合輸送取扱業・倉庫業・流通加工業
- Mitex International (Hong Kong) Ltd. - 国際複合輸送取扱業・倉庫業・貨物利用運送業
- Mitex Multimodal Express Ltd. - 貨物利用運送業
- Noble Business International Ltd. - 貨物利用運送業
- Mitsui-Soko (Taiwan) Co., Ltd. - 国際複合輸送取扱業・倉庫業
- Mitsui-Soko (Korea) Co., Ltd. - 国際複合輸送取扱業・倉庫業